# Bostonvals
Bostonvals är en amerikansk dans uppkallad efter staden Boston i USA. Det är en variant av wienervals och lanserades i Sverige i början av 1900-talet. Dansens popularitet i Sverige tillskrivs kapellmästaren Theodor Pinet som öppnade ett "Pinets Boston Palace" på Djurgården i Stockholm 1909. Dansen räknas i dag som en gammaldans.